# Auferstehungskirche (Nassig)

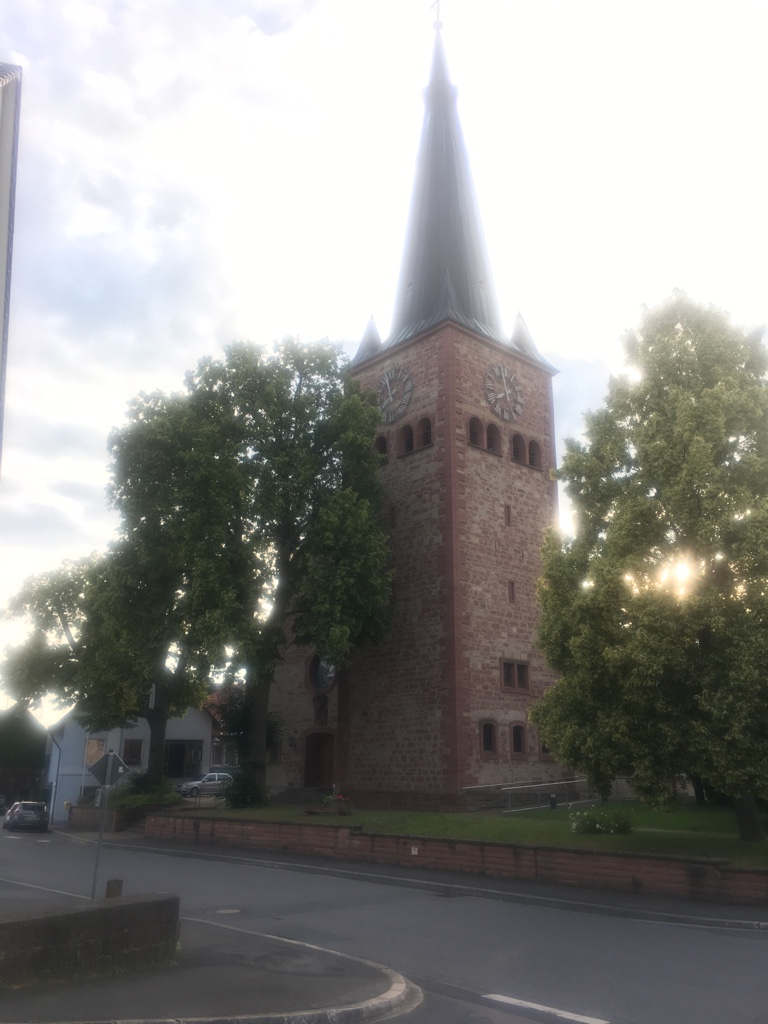
Auferstehungskirche in Nassig

Die Auferstehungskirche ist eine evangelische Kirche in Nassig, einer Ortschaft von Wertheim im Main-Tauber-Kreis in Baden-Württemberg.

## Geschichte
Vorgeschichte der Kirche St. Michael
In Nassig wurde bereits im Jahre 1359 eine katholische Kirche St. Michael urkundlich erwähnt. Im Ort bestand damals wohl schon eine Pfarrei.
Reformation und Gegenreformation
Durch die Grafen von Wertheim wurde Nassig der Reformation zugeführt und damit auch ihr großer kirchlicher Sprengel, der auch die heutigen Freudenberger Stadtteile Boxtal, Ebenheid, Rauenberg und Wessental umfasste, evangelisch. Diese Filialen der evangelischen Kirche Nassig gingen durch die Gegenreformation im Dreißigjährigen Krieg wieder verloren. Einzig die Wertheimer Ortschaft Sonderriet blieb eine Filiale der evangelischen Kirchengemeinde Nassig. Die vier einstigen Filialen auf Freudenberger Gemarkung sind heute Diasporaorte.
Heutige evangelische Auferstehungskirche
In den Jahren 1858 und 1948 wurde die neugotische Auferstehungskirche errichtet. Sie gehört zur Kirchengemeinden Nassig-Sonderriet des evangelischen Kirchenbezirks Wertheim. Die Kirchengemeinde ist für vier Diasporadörfer (in Boxtal, Ebenheid, Rauenberg und Wessental) zuständig. Neben einem Gemeindehaus betreibt die Gemeinde einen evangelischen Kindergarten.
Die Weigle-Orgel wurde von 2008 bis 2009 renoviert. Am 14. Februar 2016 übertrug das ZDF aus der Auferstehungskirche live einen Fernsehgottesdienst.